# Shaohao
Shaohao (少昊; pinyin: Shàohào) was een Chinese keizer, de tweede van de vijf oerkeizers, en zoon van de mythische 'Gele Keizer', Huang Di.